# Apostasy Records
Apostasy Records est un label discographique allemand, spécialisé dans le metal extrême.

## Histoire
Apostasy Records est fondé en novembre 2011 par Tomasz Wisniewski, chanteur de Dawn of Disease. Ses premières publications sont Ekpyrosis: Periodic Destruction de Burial Vault et le premier album homonyme de Craving en janvier 2012. Les distributeurs du label sont Edel AG, Bertus Groothandel en Distributie, Plastic Head Distribution et MVD Entertainment Group.

## Groupes
Les groupes suivants sont en contrat ou ont signé avec Apostasy Records incluent notamment : Burial Vault, Black Abyss (2012), Craving (2012), Deadborn, Disparaged, Dysmal (2022), Lay Down Rotten (2013), Maladie, Nailed to Obscurity,  Obscenity, Overtorture (2012), Path of Destiny, Punish (2013), Permutation (juin 2023), Sonic Reign (2012 ; séparé en 2016), Spheron (2013), et Von Branden.